# W18-motor
En W18-motor er en motor med 18 cylindere anbragt i W-form (sammensat af 2 9-cylindrede rækkemotorer). Den optrådte i prototypen til Bugatti Veyron.
| Motor | Spire Denne artikel om motorer og motordele er en spire som bør udbygges. Du er velkommen til at hjælpe Wikipedia ved at udvide den. |